# Saegusa-Oxidation
Die Saegusa-Oxidation (oder auch bekannt als Saegusa-Ito-Oxidation oder Saegusa-Ito-Reaktion) ist eine Namensreaktion der organischen Chemie. Diese wurden von den japanischen Chemikern Takeo Saegusa und Yoshihiko Ito (1937–2006) 1978 entdeckt. Bei dieser Synthese entsteht ein (E)-konfigurierter α,β-ungesättigter Aldehyd oder ein Keton. Nach dieser Methode lassen sich z. B.  Methylvinylketon oder Chalkon herstellen.

## Übersichtsreaktion
Mit der Saegusa-Oxidation können gesättigte Aldehyde gezielt in der α,β-Stellung oxidieren, so dass α,β-ungesättigte Aldehyde mit (E)-Konfiguration entstehen:
Dabei kann R stehen für ein Wasserstoffatom, einen Alkylrest oder einen Arylrest (z. B. Phenylrest). Analog reagieren gesättigte Ketone unter Bildung von α,β-ungesättigten (E)-Ketonen (R1, R2 = H, Alkyl, Aryl):

## Reaktionsmechanismus
Ein möglicher Reaktionsmechanismus soll am Beispiel der Oxidation des  Aldehyds 1 erläutert werden.
Zuerst wird 1 mit Trimethylsilylchlorid (TMSCl) und einer Base (z. B. Triethylamin) umgesetzt, wobei der Enolether 2 entsteht. Dann wird 2 mit Palladium(II)-acetat umgesetzt, wobei sich der Palladiumkomplex 3 bildet. Unter Verschiebung einer Trimethylsilylgruppe, wird die Nebenvalenzbindung von 3 zu einer kovalenten Bindung, dadurch entsteht der Aldehyd 4. Durch Abspaltung des Palladiumrestes und eines Protons bildet sich nun der α,β-ungesättigte Aldehyd 5. Der Palladiumrest kann nun mit Benzochinonen wieder aufgearbeitet werden, damit die Reaktion ökonomisch verläuft.

## Synthese von Arzneistoffen
Tohru Fukuyama hat im Jahre 2006 mit Hilfe der Saegusa-Oxidation der Arzneistoff Morphin hergestellt, ein Schmerzmittel. Darüber hinaus wird die Saegusa-Oxidation in der Yong-Qiang-Tu-Synthese verwendet. Durch diese Reaktion wird der Arzneistoff Galantamin zur Behandlung der Demenz hergestellt.